# Austrolembidium crassum
Austrolembidium crassum là một loài Rêu trong họ Lepidoziaceae. Loài này được Hässel de Menéndez mô tả khoa học đầu tiên năm 1980.